# Astrobaldo
Astrobaldo é uma série de animação brasileira criada por Neil Arsmtrong, Sendo produzida pela Lunart, a série estreou na TV Brasil no dia 12 de outubro, contando com uma temporada de 13 episódios com 13 minutos cada.

## Sinopse
O protagonista da história é o garotinho Astrobaldo, com forte senso de humor e imaginação ele sonha em ser astronauta. Nas mais diversas e divertidas situações do dia a dia, ele imagina um mundo no espaço sideral, deslumbrando estrelas e cometas, onde vai descobrindo o mundo e vivenciando aventuras fantásticas.

## Episódios
- Códigos Secretos
- O Grande Foguete
- Lua de Queijo
- Marte não ataca
- Vênus apaixonada
- Calango em Mercúrio